# David Bohm

David Joseph Bohm (Wilkes-Barre, 20 december 1917 – Londen, 27 oktober 1992) was een in de Verenigde Staten geboren  theoretisch fysicus en filosoof, die belangrijke bijdragen leverde op het gebied van de kwantumtheorie, neuropsychologie en de filosofie. Zijn interesse richtte zich voornamelijk op de aard van de werkelijkheid in het algemeen en van het bewustzijn in het bijzonder als een samenhangend geheel, dat volgens Bohm nooit statisch of volledig is.
Bohm bracht de opvatting naar voren dat de kwantumtheorie betekende dat het oude  Cartesiaanse model van de werkelijkheid – dat er twee soorten substantie zijn: de mentale en de fysieke, die op de een of andere manier met elkaar in wisselwerking staan – te beperkt was. Om het aan te vullen, ontwikkelde hij een wiskundige en fysische theorie van "impliciete" en "expliciete" orde.
Hij waarschuwde voor de gevaren van het onbegrensde richten op rede en technologie en pleitte in plaats daarvan voor de noodzaak van een oprechte, ondersteunende dialoog. Bohm beweerde dat deze de conflicten en sociale verdeeldheid in de wereld zou kunnen verbreden en verenigen. Hierin weerspiegelde zijn  epistemologie zijn  ontologie. Vanwege zijn communistische banden was Bohm het onderwerp van een federaal overheidsonderzoek in 1949, wat hem ertoe bracht de Verenigde Staten te verlaten. Hij zette zijn wetenschappelijke carrière in verschillende landen voort en werd eerst Braziliaans en daarna Brits staatsburger. Hij nam afstand van het marxisme in de nasleep van de Hongaarse opstand in 1956.

## Jeugd en opleiding
Bohm werd geboren als zoon van de Hongaarse immigrant Samuel Bohm en een Litouwse moeder. Zijn beide ouders waren van Joodse komaf. Hij werd voornamelijk opgevoed door zijn vader, die een meubelzaak had en de lokale rabbijn assisteerde. Ondanks zijn Joodse afkomst werd Bohm een agnost gedurende zijn tienerjaren.
Bohm studeerde aan het Pennsylvania State College. Hij voltooide zijn studie in 1939 en studeerde verder aan California Institute of Technology gedurende één jaar. Hierna stapte hij over naar de  theoretisch fysica en werkte hij onder supervisie van Robert Oppenheimer aan zijn dissertatie. In 1943 zou hij zijn doctoraat verkrijgen aan de University of California - Berkeley.
Bohm leefde in dezelfde buurt als enkele andere onderzoekers uit de groep van Oppenheimer (Giovanni Rossi Lomanitz, Joseph Weinberg, Max Friedman) en raakte hierdoor meer en meer betrokken in de politiek. Hij was actief in communistische organisaties, inclusief de Young Communist League, het campuscomité om dienstplicht te bestrijden en de Committee for Peace Mobilization. Tijdens zijn periode in het stralingslab had hij een relatie met Betty Goldstein en hielp haar met het opzetten van een lokale afdeling van een kleine vakbond die gelieerd was aan Congress of Industrial Organizations (CIO).

## Start wetenschappelijke carrière

### Promotie en het Manhattanproject
Tijdens de Tweede Wereldoorlog raakten meerdere natuurkundigen van Berkeley betrokken bij het Manhattanproject, om onderzoek te doen naar het vervaardigen van de eerste atoombom. Oppenheimer nodigde Bohm uit mee te werken in Los Alamos National Laboratory, het geheime onderzoekslaboratorium waar aan de atoombom werd gewerkt, maar projectleider Leslie Groves stond dit niet toe wegens Bohms politieke betrokkenheid en diens vriendschap met Weinberg, die van spionage werd verdacht.
Gedurende de rest van de oorlog bleef Bohm in Berkeley waar hij natuurkunde doceerde en onderzoek deed naar plasma, de synchrotron en de synchrocyclotron. Tegen de tijd dat hij in 1943 zijn proefschrift afrondde, had zijn status als veiligheidsrisico verregaande invloed op zijn leven. Enkele van de bevindingen uit zijn dissertatie bleken waardevol voor het Manhattanproject en werden hierdoor meteen geclassificeerd. Hierdoor had hij geen toegang meer had tot zijn eigen onderzoek en was hij niet in staat zijn promotie af te ronden. Hij promoveerde pas nadat Oppenheimer de natuurkundeafdeling van Berkeley had verzekerd dat het werk van Bohm de graad waardig was. Ondanks zijn veiligheidsproblemen bleef hij gedurende 1943 aan het Manhattanproject werken. Nadat hij het project had verlaten, bleef hij tot 1946 in Berkeley als postdoc.

### McCarthyisme en hoogleraar in Brazilië
Nadien werd Bohm universitair docent op Princeton University en werkte daar nauw samen met Albert Einstein van het nabije Institute for Advanced Study. In het voorjaar van 1949 riep het  HUAC Bohm op om te getuigen vanwege zijn eerdere banden met vakbonden en communisten. Bohm beriep zich op het Vijfde amendement van de Amerikaanse grondwet en weigerde te getuigen en daarmee bewijs te verschaffen tegen zijn collega's. Dit leidde ertoe dat Bohm in 1950 werd gearresteerd. Bohm werd in mei 1951 vrijgesproken, maar was intussen al door Princeton geschorst. Na zijn vrijspraak probeerden Bohms collega's van Princeton hem in ere te herstellen. Dit bleek tevergeefs; de rector magnificus van Princeton, Harold W. Dodds, besloot Bohms contract niet te verlengen. Hoewel Einstein voorstelde om Bohm als onderzoeksassistent aan te nemen bij het Institute for Advanced Study, stelde Oppenheimer (die sinds 1947 directeur was van IAS) een tegenstander te zijn van het idee en [...] adviseerde zijn voormalig promovendus om het land te verlaten. Zijn verzoek om naar de Universiteit van Manchester te gaan kreeg steun van Einstein, maar vond geen doorgang. Bohm vertrok op uitnodiging van de Braziliaanse fysicus Jayme Tiomno naar Universidade de São Paulo, waar hij hoogleraar in de natuurkunde werd. Zijn kandidatuur voor deze leerstoel werd ondersteund door zowel Oppenheimer als Einstein.

## Emeritaat en overlijden
In 1987 ging Bohm met emeritaat, al zette hij zijn werkzaamheden binnen de kwantumtheorie nog voort. Zijn laatste werk, The Undivided Universe: An Ontological Interpretation of Quantum Theory dat in 1993 postuum werd gepubliceerd, was het resultaat van een decennialange samenwerking met Basil Hiley. Hij gaf ook publieke lezingen in Europa en Noord-Amerika om het belang van de dialoog te benadrukken, als een vorm van sociotherapie, een concept dat hij leende van de Londense psychiater en beoefenaar van groepsanalyse Patrick de Maré. Ook had hij een reeks ontmoetingen met de Dalai Lama. In 1990 werd hij verkozen tot Fellow of the Royal Society.
Tegen het einde van zijn leven, kreeg Bohm last van een depressie; hij had hier al eerder mee te maken gehad. Hij werd op 10 mei 1991 opgenomen in het Maudsley Hospital in Londen, waar zijn conditie verslechterde. Alleen een behandeling met elektroconvulsietherapie  leek nog enige kans op slagen te hebben. Bohms echtgenote zocht en vond bevestiging bij de psychiater David Shainberg, een levenslange vriend van Bohm. Er trad inderdaad enige verbetering op in zijn situatie en Bohm werd op 29 augustus ontslagen. Helaas keerde zijn depressie terug en hiervoor werd hij behandeld met medicatie. In 1992 overleed Bohm op 74-jarige leeftijd na een hartinfarct.